# Sobór św. Michała Archanioła w Lidzie
Sobór św. Michała Archanioła – sobór prawosławny w Lidzie, katedra eparchii lidzkiej Egzarchatu Białoruskiego Patriarchatu Moskiewskiego. Dawny kościół pijarów pw. św. Józefa Kalasantego. Kościół jest jednym z najważniejszych dzieł awangardowego nurtu architektury doby klasycyzmu ze względu na fakt, że jest najstarszym w niewielkiej grupie budowli centralnych wzorowanych na rzymskim Panteonie z terenu Wielkiego Księstwa Litewskiego.
Sobór znajduje się przy ulicy Sowieckiej.

## Historia
Do Lidy zakon pijarów sprowadził w 1756 starosta lidzki Ignacy Scipio del Campo z ich kolegium z Werenowa, założonego z fundacji jego dziadków. Pijarzy swoją siedzibę zlokalizowali na placu przy ulicy Wileńskiej (obecnej Sowieckiej) zakupionym od stolnikowej pińskiej Ludwiki Godebskiej. W 1758 na placu tym stanął niewielki drewniany kościółek pw. św. Józefa Kalasantego oraz drewniany budynek szkoły. W ciągu następnych lat zbudowali drewniany klasztor dla 12 zakonników. Teren wkrótce został powiększony o dwa sąsiednie place dzięki darowiznom mieszczan lidzkich. W 1789 otrzymali od sędziego ziemskiego lidzkiego Jerzego Adamowicza otrzymali darowiznę w wysokości 20 tys. zł na budowę nowego kościoła. W 1792 pijarzy ukończyli budowę murowanego klasztoru. W związku z tym, że był to najsolidniejszy budynek w mieście, nocował w nim w 1797 car Paweł I, którego darowiznę na rzecz budowy kościoła upamiętniono łacińską tablicą umieszczoną w klasztorze. W 1802 nocował w klasztorze car Aleksander I.
W 1800 rektor kolegium i architekt ksiądz Sebastian Dąbrowski rozpoczął budowę murowanego kościoła, który doprowadził do gzymsów, jednak w z powodu braku funduszów budowa w 1805 została przerwana. Do prac przystąpiono ponownie w 1817 pod kierunkiem tego samego architekta, który pełnił ówcześnie funkcję proboszcza w Wawiórce, jednak śmierć architekta w 1819 ponownie wstrzymała prace. Do ukończenia kościoła przystąpił wiosną 1823 ks. rektor Kalasanty Sankowski, a prace prowadził Lejzor Dawidowicz Ciesielski z Rosieni. Budowę świątyni ukończono w 1824, po czym przystąpiono do wyposażania wnętrza. Na chórze umieszczono organy pozyskane z pijarskiego kościoła w Witebsku. Tak wyposażoną świątynię 4 lipca 1825 poświęcił biskup prowincjał litewski ks. Izydor Sieklucki.
W 1831 trzeba było rozebrać i odbudować wadliwie wzniesiony portyk, a w latach 1836–1837 rektor Jozofat Wojszwiłło musiał przeprowadzić gruntowny remont kościoła. W 1838 wyremontowano dwuskrzydłowy klasztor. W latach 1831–1832 wzniesiono ogrodzenie. Na północ od kościoła wznosiła się szkoła, a do brzegu rzeki rozciągał się ogród i sad.
W dniu 23 sierpnia 1842 pożar strawił dach i kopułę kościoła oraz zabudowania gospodarcze. Spłonęło także całe wyposażenie kościoła wraz z organami, ołtarzami i amboną. Spłonęła także biblioteka klasztorna licząca 1787 tomów.
Rosyjskie władze zaborcze nie zgodziły się na odbudowę i w 1843 gubernator grodzieński wydał polecenie przekazania kościoła na cerkiew, a przyległego skrzydła klasztoru na plebanię prawosławną. Z adaptacją na cerkiew zwlekano i do prac przystąpiono dopiero około 1855. Wyburzono przy okazji główne wschodnie skrzydło klasztoru pijarów, rozbudowując jednocześnie skrzydło północne. Odbudowano kopułę kościoła w poprzednim kształcie oraz wzniesiono nową dzwonnicę. Do 1919 świątynia funkcjonowała jako cerkiew pod wezwaniem św. Michała Archanioła.
Po odzyskaniu niepodległości przez Polskę i zajęciu Lidy przez polskie wojska, świątynia została podczas celebrowanego w niej prawosławnego nabożeństwa we Wtorek Paschalny 1919 r. sprofanowana przez rzymskich katolików (zniszczono ikonostas, powyrzucano ikony); w czasie tej akcji zamordowano wieloletniego – od 1866 r. – opiekuna cerkwi, prawosławnego proboszcza ks. Josifa Kojałowicza. Obiekt następnie zrewindykowano na rzecz Kościoła katolickiego i zwrócono w 1926 zakonowi pijarów. W 1928 wykonano remont według projektu Józefa Zdanowicza. W 1938 na fasadzie umieszczono brązową tablicę ku czci Ludwika Narbutta, uczęszczającego do szkoły pijarów w Lidzie. Kościół przetrwał II wojnę światową bez zniszczeń i funkcjonował do 1945, gdy aresztowano ostatniego proboszcza Klemensa Mariana Czabanowskiego, zesłanego następnie do łagru.
W 1958 kościół przekazano na siedzibę Muzeum Krajoznawczego. W 1964 umieszczono w nim planetarium. W 1996 mimo protestów miejscowych katolików władze Białorusi przekazały kościół prawosławnym. Po dokonanym w 2000 remoncie pełni funkcję cerkwi pw. św. Michała Archanioła. Tablicę ku czci Ludwika Narbutta, którą odsłonięto w 1989 usunięto z fasady i przeniesiono do muzeum krajoznawczego.
W 2013 r. na budynku świątyni odsłonięto tablicę upamiętniającą ks. Josifa Kojałowicza.
Od 2014, w związku z utworzeniem eparchii lidzkiej, świątynia pełni funkcję soboru katedralnego.

## Galeria

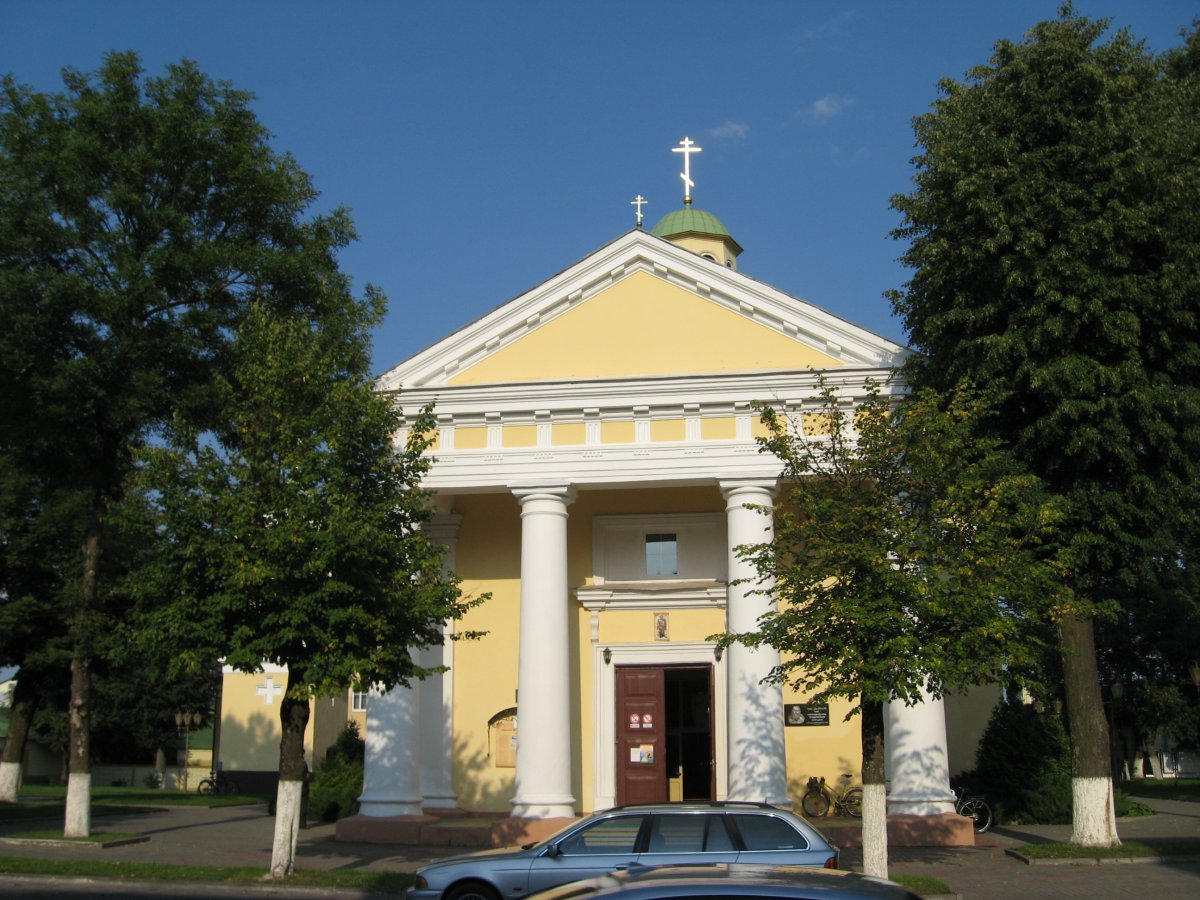
Widok od frontu
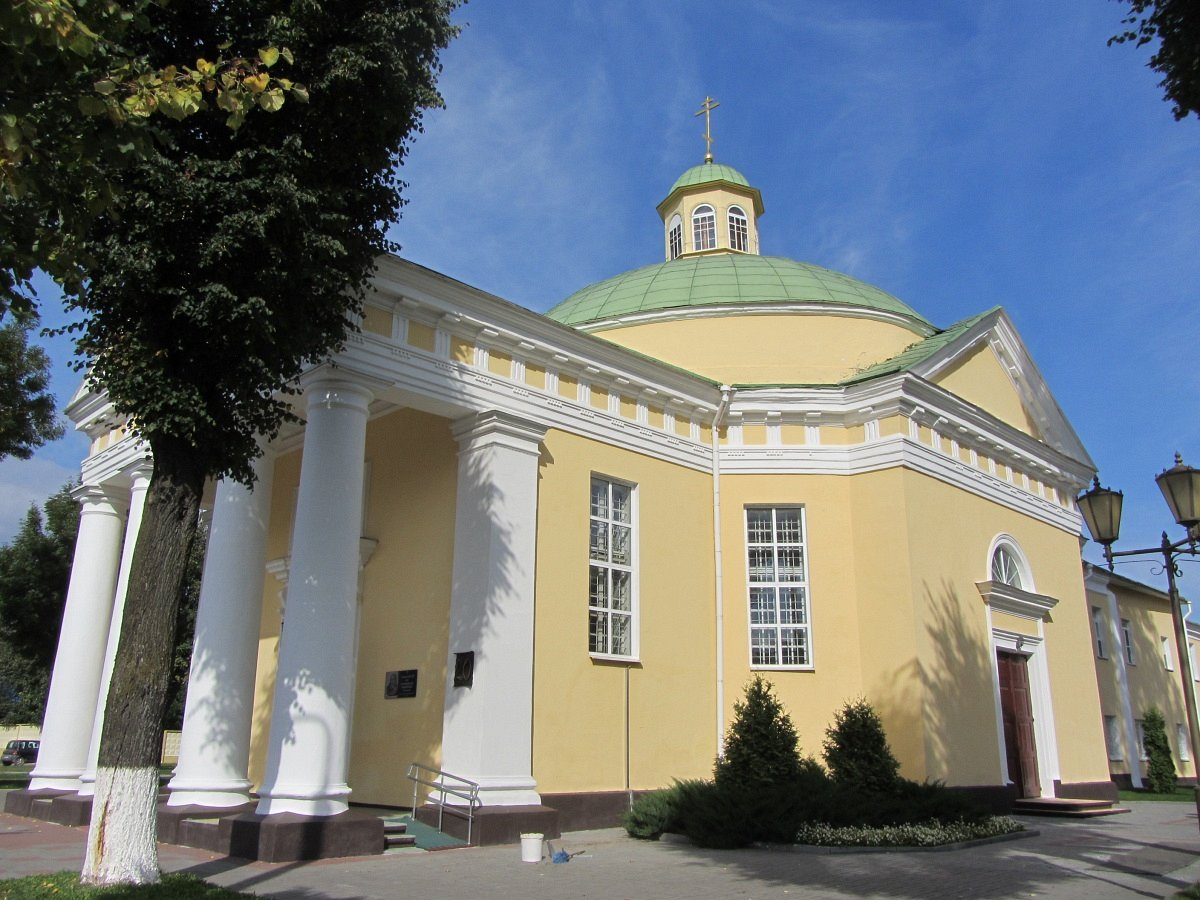
Widok od południowego zachodu
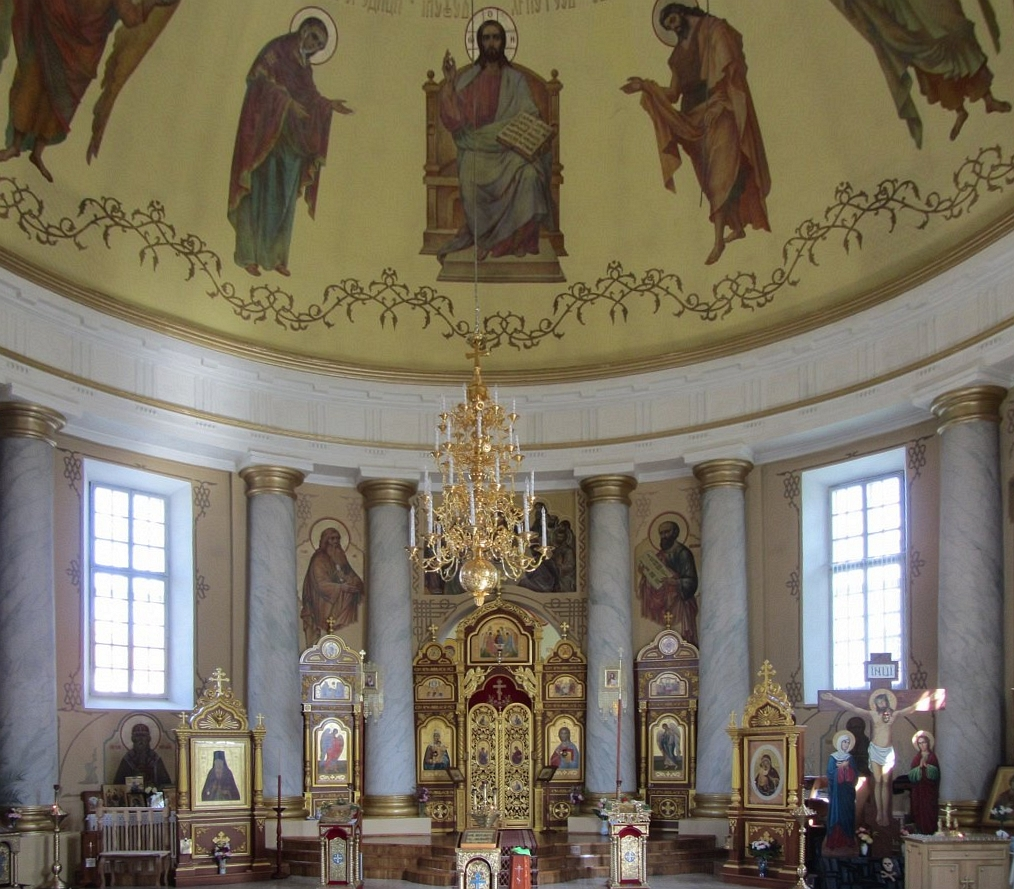
Wnętrze